# Renato Repuyan
Renato Bernardino Repuyan (ur. 22 października 1944) – filipiński judoka. Olimpijczyk z Monachium 1972, gdzie zajął trzynaste miejsce w wadze lekkiej.
Brązowy medalista mistrzostw Azji w 1974 roku.

## Letnie Igrzyska Olimpijskie 1972
| Konkurencja | Eliminacje              | Eliminacje               | Klas. końcowa |
| Konkurencja | Przeciwnik I            | Przeciwnik II            | Miejsce       |
| ----------- | ----------------------- | ------------------------ | ------------- |
| 63 kg       | Louis Rabetrano (MAD) Z | Héctor Rodríguez (CUB) P | 13.           |